# ناحیه‌های ایالات فدرال میکرونزی
دسته‌بندی ناحیه‌ها در کشور ایالات فدرال میکرونزی به گونه زیر است:

## ایالت چوک
- نامونئاس شمالی
- نامونئاس جنوبی
- فایچوک
- اکسوریتود
- مورتلوکس

## ایالت پوناپب
- دیگر آبخوست‌های پوناپی
- پوناپی

## ایالت یاپ
- آبخوست یاپ
- دیگر ابخوست‌های یاپ

- مشارکت‌کنندگان ویکی‌پدیا. «Distretti degli Stati Federati di Micronesia». در دانشنامهٔ ویکی‌پدیای ایتالیایی، بازبینی‌شده در ۱۶ مارس ۲۰۱۸.